# جزر فلوريس
جزيرة فلوريس هي جزيرة من المجموعة الغربية (جروبو Ocidental) من جزر الازور. تبلغ مساحتها 143 كيلومتر مربع، ويبلغ عدد سكانها حوالي 3907 نسمة. تم اكتشافها سنة 1452 عن طريق البحار ديقو دي تيفي وإبنه جواو. ولما اعلموا لكريستوفر كولومبس عن اكتشافهم أعطاهم كجائزة امتياز احتكار تجارة السكر في جزر ماديرا.[بحاجة لمصدر]
في الجزيرة سبع بحيرات صغيرة شبه فوهات البراكين، فيه كهف كبير, أبعاده 50 متر ارتفاع و 25 مترا عرض، الشلالات موجودة بكثرة عدى عن الينابيع الساخنة، أعلى قمة في الجزيرة على ارتفاع 914 متر فوق سطح البحر.
وهي من المناطق النشطة بركانيا في حوض البح المتوسط

## المناخ
يظهر الجدول التالي التغييرات المناخية على مدار السنة لجزر فلوريس:
| البيانات المناخية لـجزر فلوريس                                   | البيانات المناخية لـجزر فلوريس | البيانات المناخية لـجزر فلوريس | البيانات المناخية لـجزر فلوريس | البيانات المناخية لـجزر فلوريس | البيانات المناخية لـجزر فلوريس | البيانات المناخية لـجزر فلوريس | البيانات المناخية لـجزر فلوريس | البيانات المناخية لـجزر فلوريس | البيانات المناخية لـجزر فلوريس | البيانات المناخية لـجزر فلوريس | البيانات المناخية لـجزر فلوريس | البيانات المناخية لـجزر فلوريس | البيانات المناخية لـجزر فلوريس |
| الشهر                                                            | يناير                          | فبراير                         | مارس                           | أبريل                          | مايو                           | يونيو                          | يوليو                          | أغسطس                          | سبتمبر                         | أكتوبر                         | نوفمبر                         | ديسمبر                         | المعدل السنوي                  |
| ---------------------------------------------------------------- | ------------------------------ | ------------------------------ | ------------------------------ | ------------------------------ | ------------------------------ | ------------------------------ | ------------------------------ | ------------------------------ | ------------------------------ | ------------------------------ | ------------------------------ | ------------------------------ | ------------------------------ |
| الدرجة القصوى °م (°ف)                                            | 21.1 (70.0)                    | 21.0 (69.8)                    | 21.8 (71.2)                    | 22.5 (72.5)                    | 25.3 (77.5)                    | 26.9 (80.4)                    | 29.8 (85.6)                    | 30.4 (86.7)                    | 29.6 (85.3)                    | 26.6 (79.9)                    | 25.0 (77.0)                    | 23.1 (73.6)                    | 30.4 (86.7)                    |
| متوسط درجة الحرارة الكبرى °م (°ف)                                | 17.0 (62.6)                    | 16.7 (62.1)                    | 17.1 (62.8)                    | 18.0 (64.4)                    | 19.5 (67.1)                    | 21.8 (71.2)                    | 24.6 (76.3)                    | 25.7 (78.3)                    | 24.4 (75.9)                    | 21.8 (71.2)                    | 19.3 (66.7)                    | 17.8 (64.0)                    | 20.3 (68.6)                    |
| المتوسط اليومي °م (°ف)                                           | 14.5 (58.1)                    | 14.1 (57.4)                    | 14.6 (58.3)                    | 15.4 (59.7)                    | 16.9 (62.4)                    | 19.0 (66.2)                    | 21.7 (71.1)                    | 22.8 (73.0)                    | 21.6 (70.9)                    | 19.2 (66.6)                    | 16.9 (62.4)                    | 15.3 (59.5)                    | 17.7 (63.8)                    |
| متوسط درجة الحرارة الصغرى °م (°ف)                                | 11.9 (53.4)                    | 11.5 (52.7)                    | 12.0 (53.6)                    | 12.7 (54.9)                    | 14.2 (57.6)                    | 16.2 (61.2)                    | 18.8 (65.8)                    | 19.8 (67.6)                    | 18.8 (65.8)                    | 16.5 (61.7)                    | 14.4 (57.9)                    | 12.8 (55.0)                    | 15.0 (58.9)                    |
| أدنى درجة حرارة °م (°ف)                                          | 2.1 (35.8)                     | 4.0 (39.2)                     | 3.4 (38.1)                     | 5.0 (41.0)                     | 9.0 (48.2)                     | 9.2 (48.6)                     | 11.4 (52.5)                    | 13.8 (56.8)                    | 11.4 (52.5)                    | 9.1 (48.4)                     | 6.5 (43.7)                     | 5.4 (41.7)                     | 2.1 (35.8)                     |
| معدل هطول الأمطار مم (إنش)                                       | 197.1 (7.76)                   | 171.3 (6.74)                   | 155.0 (6.10)                   | 104.4 (4.11)                   | 105.6 (4.16)                   | 97.3 (3.83)                    | 60.6 (2.39)                    | 68.0 (2.68)                    | 123.9 (4.88)                   | 179.5 (7.07)                   | 179.6 (7.07)                   | 223.9 (8.81)                   | 1٬666٫2 (65.6)                 |
| متوسط الأيام الممطرة (≥ 0.1 mm)                                  | 23.9                           | 22.0                           | 21.1                           | 18.6                           | 18.6                           | 15.7                           | 15.0                           | 16.4                           | 19.7                           | 21.9                           | 22.1                           | 24.7                           | 239.7                          |
| متوسط الرطوبة النسبية (%)                                        | 80                             | 80                             | 80                             | 80                             | 81                             | 82                             | 81                             | 80                             | 81                             | 79                             | 79                             | 80                             | 80                             |
| ساعات سطوع الشمس الشهرية                                         | 62.0                           | 73.5                           | 93.0                           | 117.0                          | 133.3                          | 162.0                          | 182.9                          | 189.1                          | 147.0                          | 102.3                          | 75.0                           | 55.8                           | 1٬392٫9                        |
| ساعات سطوع الشمس اليومية                                         | 2.0                            | 2.6                            | 3.0                            | 3.9                            | 4.3                            | 5.4                            | 5.9                            | 6.1                            | 4.9                            | 3.3                            | 2.5                            | 1.8                            | 3.8                            |
| المصدر #1: Instituto de Meteorologia                             |                                |                                |                                |                                |                                |                                |                                |                                |                                |                                |                                |                                |                                |
| المصدر #2: الأرصاد الجوية الألمانية (sun and humidity 1921–1950) |                                |                                |                                |                                |                                |                                |                                |                                |                                |                                |                                |                                |                                |